# Stora Flängsgylet
Stora Flängsgylet är en sjö i Karlshamns kommun i Blekinge och ingår i Bräkneån-Mieåns kustområde. Sjön är 1,7 meter djup, har en yta på 0,0113 kvadratkilometer och befinner sig 96 meter över havet.